# Distretto di Poznań
Il distretto di Poznań (in polacco powiat poznański) è un distretto polacco appartenente al voivodato della Grande Polonia.

## Geografia antropica

### Suddivisioni amministrative
Il distretto comprende 17 comuni:
- Comuni urbani: Luboń, Puszczykowo
- Comuni urbano-rurali: Buk, Kostrzyn, Kórnik, Mosina, Murowana Goślina, Pobiedziska, Stęszew, Swarzędz
- Comuni rurali: Czerwonak, Dopiewo, Kleszczewo, Komorniki, Rokietnica, Suchy Las, Tarnowo Podgórne